# 에르메라현

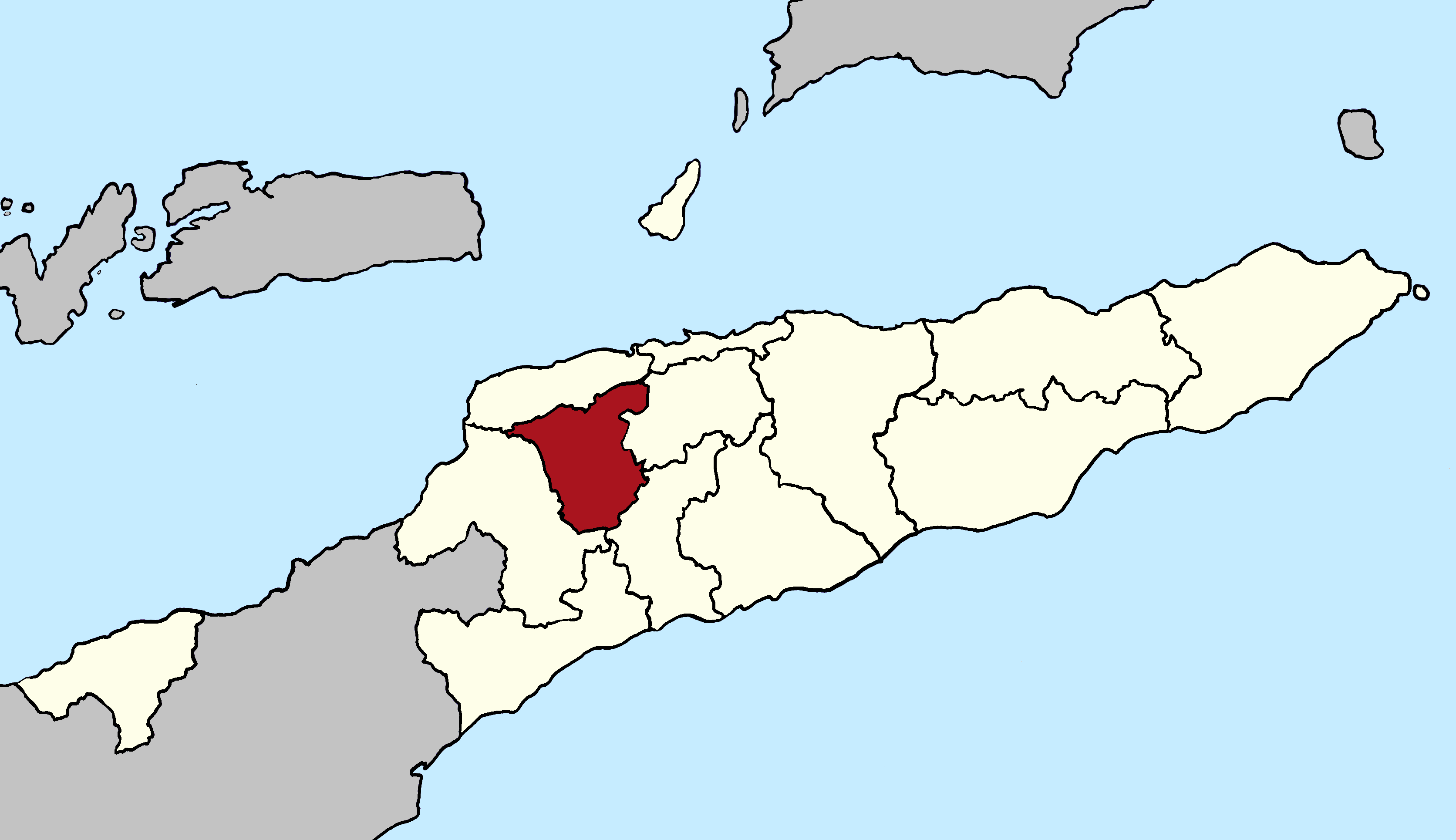
에르메라 현의 위치

에르메라현(포르투갈어, 테툼어: Ermera)은 동티모르를 구성하는 13개 현 가운데 하나로, 동티모르 중서부에 위치한다. 현도는 글레누이며 인구는 103,199명(2004년 기준), 면적은 746km2이다. 5개 구(아차베 구, 에르메라 구, 하톨리아 구, 레테포후 구, 라일라쿠 구)로 구성되어 있으며 아일레우현과 함께 동티모르에 단 두 개 밖에 없는 내륙현 가운데 하나이다. 북쪽으로는 리키사현, 북동쪽으로는 딜리현과 인접해 있으며 동쪽으로는 아일레우현, 남동쪽으로는 아이나루현, 서쪽으로는 보보나루현과 인접해 있다.

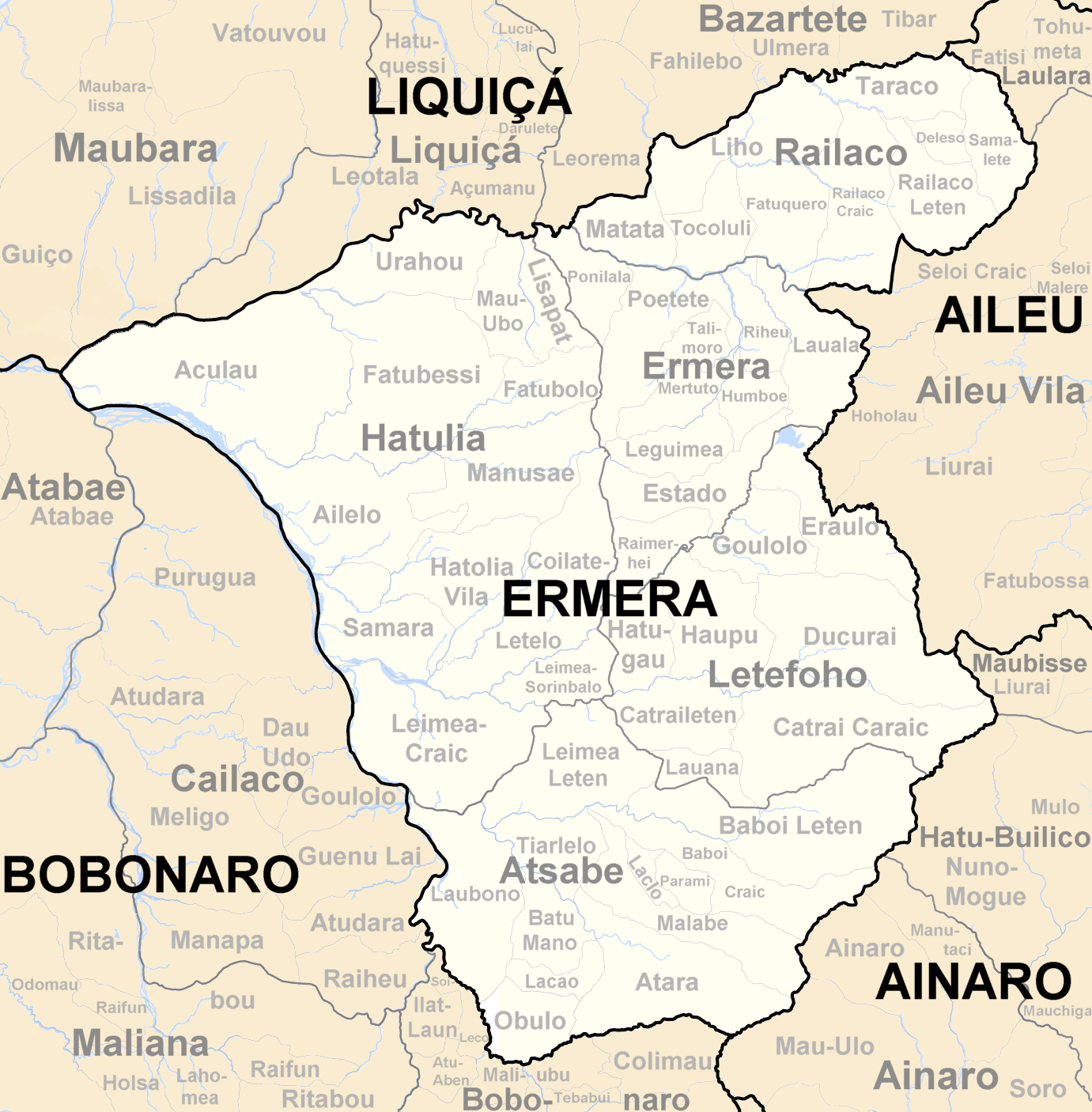
에르메라 현이 관할하는 구
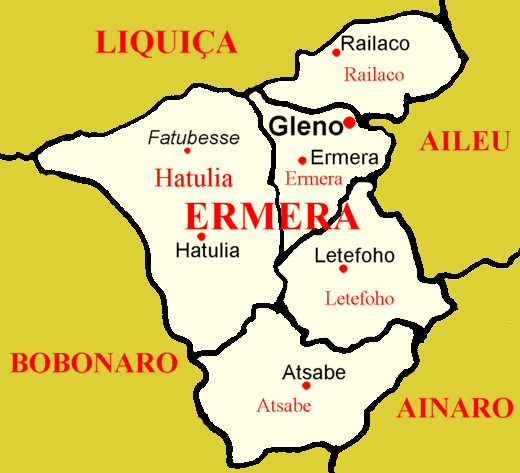
에르메라 현이 관할하는 시